# Zehntner
Der Zehntner (auch Zehentner, Zehendner, Zehndner oder Zehentherr; lat. exactor canonis metallici) war in den Bergbauregionen und Bergbaustädten der Finanzbeamte des Landesherrn. Seine Aufgabe war es, die Steuern, den landesherrlichen Zehnt, zu kassieren und zu verrechnen. Im österreichischen Bergbau gab es anstatt des Zehntners den Frohnwäger, der mit ähnlichen Aufgaben betraut war.

## Grundlagen
Dem Landesherrn standen aufgrund des Bergrechts zehn Prozent des geförderten Erzes zu. Dieses wurde anfänglich tatsächlich als Erz vom Schichtmeister dem Zehntner übergeben. Der Schichtmeister übergab dem Zehntner das ausgeschmolzene Metall, dieser zog von dem Erlös die Abgaben an den Landesherrn ab und teilte anschließend die eventuell vorhandene Ausbeute an die Gewerken aus. Die Abgabe in Form von durch Aufbereitung ausgebrachte Metalle bezeichnete man als Metallzehnt oder wenn die Abgabe in Form von Mineralien erfolgte bezeichnete man diesen Zehnt als Mineralzehnt. Diese unpraktische Handhabung wurde allerdings schnell in einen Geldwert umgewandelt. Diese Form der Abgabe bezeichnete man als Geldzehnt. Die Gewerken, deren Bergwerke zu wenig Erz förderten und dadurch unter hohen Kosten litten, mussten statt des Zehnten, nach der jeweilig in Anrechnung gebrachten Bestimmung des Landesherren, den Vierzehnten, Sechzehnten oder auch nur den Zwanzigsten zahlen. Es gab – je nach Revier – auch weitere Varianten.

## Voraussetzungen und Amtsausübung
Die Stellung des Zehntners war eine vertrauensvolle Position, denn sie sorgten dafür, dass die Steuern den Gesetzen entsprechend eingenommen wurden und Betrug sowie Steuerhinterziehung unterbunden wurde. Sie entschieden auch weitestgehend über die Verwendung des Zehnten. Deshalb wurden nur ehrliche Männer eingesetzt, die das Vertrauen des Landesherrn genossen.
Der Zehntner war direkt am Bergamt ansässig und hatte stets die Möglichkeit, Einblick in das Buch des Gegenschreibers zu nehmen. Bei Bedarf konnte er das Gegenbuch mit den Büchern des Rezessschreibers und des Hüttenschreibers vergleichen. Dadurch hatte er immer einen Überblick über die Gewinne und Verluste der Bergwerke sowie über die Ausbeute der Schmelzhütten. Deshalb musste der Zehntner gute Kenntnisse vom Rechnungswesen haben.
In einigen Bergbauregionen war das Amt des Zehntners so wichtig, dass es zeitweise mehrere Zehntner mit unterschiedlichen Aufgaben gab. In der Bergstadt Annaberg gab es im letzten Drittel des 17. Jahrhunderts einen Oberzehntner, der mit erweiterten Aufgaben und Befugnissen ausgestattet war. Die Oberzehntner waren vom Oberbergamt zur Aufsicht über die Tätigkeit der einzelnen Bergmeister bestellt. Dem Oberzehntner waren die Zinnzehntner, auch Unterzehntner genannt, unterstellt.
Bekanntere Träger mit dieser Berufsbezeichnung waren in Goslar der Zehndner Christoph Andreas Schlüter, als Autor „Gründlicher Unterricht von Hütte-Werken“, 1738, und der Ober-Zehndner Christoph Sander, als Erfinder des Schwefel-Fangs 1570.